# Azahares rojos
Azahares rojos es una película de Argentina en blanco y negro dirigida por Edmo Cominetti según su propio guion escrito en colaboración con A. Krasuk y Horacio Varela que se estrenó el 11 de diciembre de 1940 y que tuvo como protagonistas a Mecha Caus y Antuco Telesca. Fue el debut en cine de la primera actriz Mecha Caus, proveniente del radioteatro y pudo ser el primer filme en color de Argentina pues se anunció que incluiría un tramo de esas características realizado mediante un proceso bicromático, lo que finalmente no sucedió. Ese mismo año se estrenó el cortometraje Buenos Aires hecho con el sistema bipack Alex Perrycolor.

## Sinopsis
Una joven da a luz en el Buenos Aires de la época de Rosas. Como su esposo fue un joven opositor al gobierno, supuestamente asesinado, debe luchar contra las habladurías.

## Reparto
- Mecha Caus
- Antuco Telesca
- Mecha Cobos
- Justo Garaballo
- Elisa Labardén
- Mecha López
- Juan José Piñeiro
- Juan Siches de Alarcón
- Enrique Vico Carré
- Vicente Álvarez

## Comentario
El crítico Roland opinó:

"El cine de Cominetti es un cine viejo, pero no envejecido. Utiliza bajo el amparo de una técnica moderna, los mismos recursos de la época muda".